# Осман, Асылы Алиевна
Асылы Алиевна Осман (род. 13 августа 1941, Ахалкалаки, Грузинская ССР) — казахстанский известный общественный деятель, который активно участвует в развитии казахского языка и его продвижении на государственный язык. кандидат филологических наук, профессор. член-корреспондент НАН РК (с 1973). 
 Заслуженный деятель Казахстана (2014). Кавалер Орденов «Парасат» и «Достык» 2 степени.

## Биография
Родилась 13 августа 1941 года в селе Хавет Ахалкалакского района Грузии.
В ноябре 1944 года семья была депортирована в Казахстан.
В 1957 году окончила Жанаталальскую семилетнюю школу в Тюлькубасском районе Южно-Казахстанской области.
В 1957 по 1961 годы окончила Туркестанское педагогические училище «учитель начальной школы».
В 1963 по 1967 годы окончила филологический факультет Казахского государственного женского педагогического университета по специальности «учитель казахского языка и литературы»
В 1973 году окончила аспирантуру Института образования Национальной академии наук Республики Казахстан.

## Трудовая деятельность
С 1973 года член-корреспондент Национальная академия наук Казахстана
С 1973 по 1993 годы — научный сотрудник Института языкознания.
С 1993 по 1996 годы — начальник отдела развития национального языка Комитета по языку при Кабинете Министров Республики Казахстан.
С 1996 года — Начальник Главного управления по развитию государственного языка, терминологии и ономастики Государственного комитета национальной политики Республики Казахстан.

## Общественная деятельность
Асылы Осман является автором многих научных книг и словарей на казахском языке. В прессе было опубликовано более 200 научных и переводческих статей.
- Председатель Ассоциации государственного языка
- Заместитель председателя общественного движения общественного языка
- Член Ассамблеи народа Казахстана

## Учёное звание
член-корреспондент НАН РК (с 1973).
кандидат филологических наук, профессор

## Награды и звания
- Орден «Достык» II степени, декабря 2001 года, за выдающийся вклад в развитие отечественной культуры и искусства, многолетнюю творческую деятельность, вручил президент Республики Казахстан в резиденции Акорда
- Орден Парасат 15 декабря 2008 года за большой вклад в развитие казахского языка и отечественной культуры и искусства вручил президент Республики Казахстан в резиденции Акорда
- Указом Президента Республики Казахстан от 5 декабря 2014 года присвоено звание «Заслуженный деятель Республики Казахстан»[1]
- Медаль «Прогресс» (28 декабря 2017 года, Азербайджан) — по случаю Дня солидарности азербайджанцев мира, за заслуги в области укрепления дружбы между народами и развития азербайджанской диаспоры[2]
- Орден «Намыс» имени Бауыржана Момышулы
- Медаль «Тіл жанашыры»
- Медаль «Қазақстан Республикасының Мәдениет қайраткері»
- Почетный гражданин Алматинской области
- Почетный гражданин Тюлькубасского района Южно-Казахстанской области
- Медаль НДП «Нур Отан» «Белсенді қызыметі үшін»
- Медаль «10 лет Конституции Республики Казахстан» (2005)
- Медаль «10 лет Астане» (2008)
- Почетный профессор Казахский национальный педагогический университет имени Абая (КазНПУ)
- 2022 (18 сентября) — звания «Почётный гражданин города Алматы»;[3]

## Научные, литературные труды
Автор книги «Семантика-стилистическая служба глаголов синонимов» (1991), «Казахско-турецко-русский разговорник» (1994) и.др.
Она также была одной из десяти томов «Пояснительного словаря казахского языка» (1974—1986) и участвовала в написании научных статей.
Имеет более 300 научных и научных статей, переводов с других языков.